# Max Rennau
Emil Arthur Max Rennau (* 3. August 1863 in Pirna; † 21. Juni 1941 in Freiberg) war ein Kantor, Lehrer und sächsischer Heimatforscher.
Max Rennau wurde in Pirna geboren und wuchs sowohl dort als auch in Dresden auf. Neben seiner schulischen Ausbildung erhielt er ab seinem achten Lebensjahr regelmäßigen Musikunterricht.
Nach dem Abschluss der Schule besuchte Rennau von 1882 bis 1886 das Königlich Sächsische Lehrerseminar in Grimma, welches er erfolgreich absolvierte. Zeitgleich legte er eine musikalische Prüfung ab, die ihn zur Tätigkeit als Kantor qualifizierte. Seine erste Anstellung als Lehrer erhielt er 1886 in Connewitz bei Leipzig, wo er bis 1891 Berufserfahrungen sammelte.
1892 bewarb sich Rennau erfolgreich auf die neu zu besetzende Lehrer- und Kantorenstelle in Sayda und setzte sich gegen 13 weitere Bewerber durch. Im Januar 1892 trat er sein Amt als erster Mädchenschullehrer und Kantor an und engagierte sich fortan intensiv für Stadt, Schule und Kirche.
Im Jahr 1921 wurde gesetzlich die Trennung von Lehrer- und Kantorenamt beschlossen. Daraufhin legte Max Rennau 1922 seine Tätigkeit als Kantor nieder und widmete sich bis zu seiner Pensionierung 1924 ausschließlich dem Lehrberuf. Während seiner gesamten Karriere lag ihm das Wohl der Kinder sehr am Herzen und er strebte stets danach, deren Alltag zu verbessern. Er war pädagogisch fortschrittlich und naturverbunden und legte großen Wert darauf, den Kindern Achtung vor ihrer Umwelt zu vermitteln.
Max Rennau verstarb am 21. Juni 1941 in Freiberg.
Zu seinen Ehren wurde 2005 die Grundschule Sayda nach ihm benannt. Zudem erinnert die schuleigene „Max Rennau“-Medaille an seine Verdienste.

## Werke (Auswahl)
- Sayda und Umgebung. In: Glückauf : Zeitschrift des Erzgebirgsvereins e.V. Sitz Schneeberg, Erzgebirge, gegr. 1878, Pobershau,  Bd. 20 (1900), S. 110–118.
- Aus dem älteren Innungsleben der Stadt Olbernhau. In: Unsere Heimat : Beilage des Erzgebirgischen General-Anzeigers zur Pflege von Heimatkunde und Heimatliebe. Olbernhau, Bd. 78 (1929), 10–13.
- Beitrag zur ältesten Geschichte und zur Ortsnamenkunde der Stadt Olbernhau. In: Unsere Heimat : Beilage des Erzgebirgischen General-Anzeigers zur Pflege von Heimatkunde und Heimatliebe. Olbernhau, Bd. 79 (1930), 1.
- Findlinge zur Geschichte von Olbernhau und Umgebung. In: Unsere Heimat : Beilage des Erzgebirgischen General-Anzeigers zur Pflege von Heimatkunde und Heimatliebe. Olbernhau, Bd. 1937, 4.